# Torre de Can Badia (telegrafia òptica)
La Torre de Can Badia és una torre de telegrafia òptica situada al cim de la muntanya homònima, prop de la granja Can Badia, que li dona nom, al límit dels municipis de Santa Pau i Mieres (Garrotxa). Construïda a mitjans del segle xix, formava part del ramal de telegrafia òptica militar de Girona a Olot.

## Descripció
Seguint la tipologia establerta, és idèntica a la torre de Ginestar, de base quadrada, amb la planta baixa atalussada, feta de grans carreus escairats, i dues plantes pis, amb murs de maçoneria de pedra rústica arrebossats, amb cornisa de pedra massissa de separació de cada planta, i envoltada per una fossat defensiu. Actualment queden dempeus tres parets gairebé senceres, on s'hi veuen les espitlleres. El terrat, on hi havia el mecanisme de telegrafia, ha desaparegut, però encara queda una biga de fusta de suport de la coberta plana.